# Crotalus cerberus
Crotale noir d'Arizona
Espèce
Synonymes
- Caudisona lucifer var. cerberus Coues, 1875
- Crotalus viridis cerberus (Coues, 1875)

Crotalus cerberus, le crotale noir d'Arizona, est une espèce de serpents de la famille des Viperidae. 

## Répartition
Cette espèce est endémique des États-Unis. Elle se rencontre du centre de l'Arizona à l'ouest du Nouveau-Mexique.

## Description
C'est un serpent venimeux.

## Publication originale
- (en) Coues, 1875 : Synopsis of the Reptiles and Batrachians of Arizona; with critical and field notes, and an extensive synonymy. Report upon Geographical and Geological Explorations and Surveys West of the One Hundredth Meridian. Volume V. Zoology: Reports upon the Zoological Collections Obtained from Portions of Nevada, Utah, California, Colorado, New Mexico, and Arizona, dur (texte intégral).